# Marcus Annius Verus (consul)

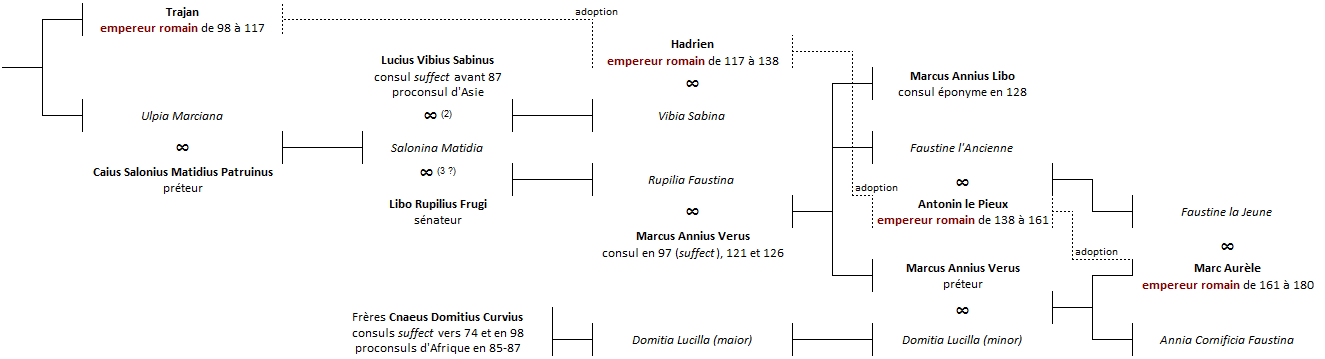
Schematische weergave van de familierelaties van Marcus Annius Verus

Marcus Annius Verus (ca. 45 - 138) was een Romeins consul in 121 en 126 na Chr. Hij was de zoon van Marcus Annius Verus de Oudere die senator en praetor was. Zijn familie kwam oorspronkelijk van Uccibi, het tegenwoordig Spaanse Espejo. Waarschijnlijk werd de familie rijk van de productie van olijfolie.
Marcus Annius Verus was praefectus van Rome en was patriciër toen Vespasianus en Titus censor werden. Zelf was hij drie keer consul. Een keer onder keizer Domitianus, een keer in het jaar 121 en een keer in het jaar 126.
Marcus huwde met Rupilia Faustina. Zij hadden drie kinderen:
- Annia Galeria Faustina, ook wel Faustina de Oudere genoemd, een toekomstig keizerin
- Marcus Annius Libo, een toekomstig consul
- Marcus Annius Verus, een praetor die met Domitia Lucilla huwde. Ouders van de toekomstige keizer Marcus Aurelius en zijn zus Annia Cornificia Faustina.

Na de dood van zijn zoon Marcus Annius Verus in 124, adopteerde hij zijn kleinkinderen. In Ta eis heauton (vertaald als de meditaties) beschrijft Marcus Aurelius zijn grootvader als een net man met een milde temperament (1.1n).